# Zeugloptera
Zeugloptera é uma subordem de Lepidoptera contendo o grupo considerado como o mais primitivo vivente da ordem, chamadas de "pequenas mariposas mandibuladas". Taxonomicamente, é contígua com a superordem Micropterigoidea, que corresponde às pequenas mariposas da família Micropterigidae. Sendo assim, estes diferentes níveis taxonômicos correspondem ao mesmo conjunto de espécies de pequenas mariposas.
Por conta desta unidade e particularidades, alguns autores consideram Zeugloptera como uma ordem à parte de Lepidoptera senso stricto.